# Iranszahr
Iranszahr (pers. ایرانشهر) – miasto w Iranie, w ostanie Sistan i Beludżystan. W 2006 roku miasto liczyło 99 496 mieszkańców.